# Гаджикая
Гаджика́я — гірська вершина у східній частині Великого Кавказу. Знаходиться на півночі Азербайджану.